# このみあん
このみ あん（1993年12月20日 - ）は、日本のAV女優。ARROWS所属。

## 来歴・人物
2015年1月、「杏（あん）」の芸名でアダルトビデオメーカー・E-BODYの専属女優としてAVデビュー。
デビュー時は27歳の人妻とされていたが、公式ブログで1993年生まれの現役女子大生であること、さらには吉原の現役ソープ嬢であることを明かしている。
2016年1月1日のツイッターとブログで、所属事務所をARROWSに移籍して「このみあん」に改名したことを報告。

## 出演作品

### アダルトDVD
2015年
- E-BODY専属人妻デビュー 杏27歳 第1章 杏初めての撮影で絶頂150回オーバー! 3度の性交で一流男優を5射精させる! 真正ふしだらグラマーの誕生!（1月13日、E-BODY）
- E-BODY専属人妻 第2章 1日限定 貸切温泉でおもてなしソープ in草津（2月13日、E-BODY）
- E-BODY専属人妻 最終章 真正中出し解禁 完全ノーカットドキュメント 生チ●ポが気持ちよすぎて夫の留守中に自宅で10人の男と連続11発の生ハメ中出し性交（3月13日、E-BODY）
- ランジェリーを纏ったイカせる痴女尻（5月8日、BAZOOKA）
- 過激すぎるド素人娘 4時間スペシャル 24（5月8日、S級素人）
- 私、実は夫の上司に犯され続けてます…（5月13日、溜池ゴロー）
- 中年おやじサークル中出しオフ会 3（5月22日、クリスタル映像）
- 生中出し若妻ナンパ! 9（6月12日、S級素人）
- 淫ランジェリーゼ（6月18日、アイエナジー）
- 101分間ノンストップ撮影、ノーカット編集で生中出し32連発に長時間お掃除フェラとぶっかけ18連発!!（6月19日、KS.KnightsVisual）
- ランジェリーナ（7月1日、ワンズファクトリー）
- 露出中出しいいなり温泉旅行（7月23日、アイエナジー）
- 人間観察ドキュメント vol.22 ネットで話題の個人レッスン出張サービス。を、行っている美人講師を強引にヤる。（8月1日、プレステージ）
- ガチ本番!! 極上素人ナンパ即挿入!! in金沢（8月14日、S級素人）
- 自慢のカラダで男を虜にする淫乱若妻（8月14日、S級素人）
- 朝から晩まで中出しセックス 18（8月20日、アイエナジー）
- おしゃぶり予備校 50（9月4日、KS.KnightsVisual）
- 水着の日焼けあとに興奮してしまった僕は…（9月10日、DOC）
- ゲスの極み映像 田舎娘2人目（9月19日、フルセイル）
- え!人妻だったの!? 街で声かけたお姉さんは人妻! それならご主人には内緒でHなバイトしませんか!?（9月19日、DOC）※「えりか」名義
- 待ちに待った新居の入居日に引っ越し業者にセックスされてた僕の妻（10月7日、JET映像）
- 南米ペルーから輸入した『理性を99％奪い去る強力媚薬』を女に飲ませたら、白目を剥いて感じまくるほど効いた!!（11月6日、OFFICE K'S）
- 露出放尿 素人娘をナンパして「オシッコ飲ませてくれませんか?」とお願いしちゃいました!（11月6日、虎堂）
- 素人のお姉さん!! 「チ○ポを洗う」お仕事してみませんか? 3（11月6日、虎堂）
- 手を使わないフェラチオ Vol.9（11月20日、OFFICE K'S）
- 完全主観 アナタのセンズリお手伝いしてあげる（11月20日、OFFICE K'S）
- 淫極上泡姫物語 Vol.33　杏（12月11日、カリビアンコム）
- 10人10発+1発本当の生中出し 『杏』完全中出しドキュメント（12月11日、アリスJAPAN）
- 世界最高級ソープへようこそ!!　杏（12月30日、Hey動画）

2016年
- シェアガール ～新年豪華に振袖4Pファック～　杏（1月4日、カリビアンコム）
- マンコ図鑑 杏（1月4日、カリビアンコム）
- 人妻性奴隷　杏（1月8日、オルガ）
- 人妻ナンパ自宅中出し vol.8 街行くセレブ人妻をナンパしてAV自宅撮影!旦那のいない家でヤる背徳感まみれの中出し性交!! 人妻6人in新宿・吉祥寺・阿佐ヶ谷（2月1日、プレステージ）
- Z～美くびれ官能ボティ～ 杏（2月11日、 HEYZO）
- 巨乳マニア　杏（3月4日、一本道）
- ラフォーレ ガール Vol.71 ローションまみれのドデカ巨乳激中出し 杏  （4月14日、カリビアンコムプレミアム）
- 魔獣ハンター レイ（5月13日、GIGA）
- この奥さんの詳細わかりますか? 三鷹市在住の真面目で普通な専業主婦と世田谷区在住結婚1年目のGカップ巨乳妻がまさかの発情! なぜ“首絞めファックで白目絶頂&連続アクメ”することになったのか? その一部始終。（5月25日、ビッグモーカル）※「木実杏」名義
- エロフィギュア完全敗北www自然界の女体完全勝利www（5月27日、バルタン）
- 「お願いだから1回だけ…」 高齢なのに旦那よりバキバキに反り返る勃起チ○ポの義父を見て子宮が疼くセックスレス妻!本気汁垂れ流しで絶対秘密の逆夜這い!（6月10日、V&R PRODUCE）
- 普段は真面目な隣のお姉さんは、家の中では全裸生活！無防備すぎる姿に欲情した僕が堪らず勃起してたら、すんなりSEX！キンタマスッカラカンになるほど連続射精を求められた！（8月12日、V＆R PRODUCE）
- ボンキュボンのエロマンガボディを選りすぐったグループセックス～スーパー神女体を相手に続々と飛び散る白濁液～（11月18日、SEX Agent）
- 募集ちゃんTV×PRESTIGE SELECTION 15（11月18日、プレステージ）※「アン」名義

2017年
- ザーメン口内発射ゴックン長時間お掃除フェラ総集編 5（1月6日、FSナイツビジュアル）
- リアル巨乳妻口説き！イかせまくられた生中出し生録Film8（1月10日、ブリット）※「麻友さん」名義
- デカ尻見せつけ！！ピストン騎乗位（3月13日、ワンズファクトリー）
- 早漏ジョシのスピーディーアクメ～私は私のイイトコを知っている～（3月17日、SEX Agent）
- 中年おやじサークル中出しオフ会 BEST（4月21日、クリスタル映像）
- 夫に内緒で他人棒中出し43発BEST オール巨乳妻編（6月1日、E-BODY）
- 全編ヒップマニア向け映像！巨大尻フェチアングル肉弾性交50本番スペシャル（12月13日、E-BODY）

2018年
- 美しき女体内部に大量発射！E-BODY真正中出し135発8時間（2月13日、E-BODY）
- イッた直後の敏感オマ●コ再び激突き！追い打ちピストンのけ反り性交（3月13日、E-BODY）
- E-BODY10周年記念ベスト 花ざかりの妻たち（E-BODY人妻レーベル）全102タイトル3年分全部入り12時間（3月13日、E-BODY）
- THE SIX SEX V　～本能むき出し！6人の女たち～（5月18日、カリビアンコムプレミアム）
- E-BODY10周年記念 世界に誇るスーパーボディ大百科BEST AV史上最強＆最高のボディコレクション 100人100SEX 12時間スペシャル（6月13日、E-BODY）
- 人気AV女優の中出しオフ会8時間（7月20日、クリスタル映像）